# 胡愈之

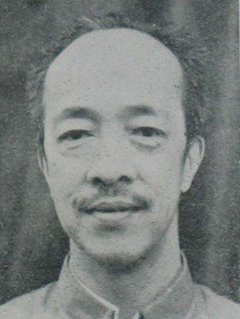
胡愈之近照

胡愈之（1896年9月9日—1986年1月16日），原名学愚，字子如，男，浙江上虞人，中国共产党、中华人民共和国出版家、社会活动家及政治人物，原副国级领导人。第五届全国政协副主席、第六届全国人大常委会副委员长、中国民主同盟中央委员会代主席。

## 生平

### 上海风云
1896年，胡愈之生於浙江省上虞縣。1902年入私塾。1904年到1910年，在上虞县高等小学堂学习。1911年，以第一名的成绩考入绍兴府中学堂实科二年级，下半年因伤寒病休学回家。1912年病愈，因不愿被降级，决定不回绍兴府中学堂，改赴杭州英语补习学校学英文。半年后，该校停办，回家在父母安排下与小越罗家的亲表姐罗雅琴结婚。1913年，经父亲安排，拜绍兴人、横山春晖学堂教师薛朗轩（蔡元培的同学和连襟）为师，学习国文一年。1914年，考入上海商务印书馆编辑部当练习生。1915年起，在《东方杂志》上经常发表文章，这也使他很快从练习生升为助理编辑、编辑。1919年，发起成立上海世界语学会。1920年，与沈雁冰、郑振铎发起成立文学研究会。1921年，胡愈之、胡仲持创办《上虞声》，胡愈之任主编，叶天底、陈鹤琴等人都曾为该刊物撰稿。因筹资困难，仅出两期便停刊。1924年，胡愈之与在上海的上虞青年及上虞教育界青年一同成立“上虞青年协进社”，并共同筹款复刊《上虞声》，胡愈之仍为主编。1924年初，父亲胡庆堦病逝，回乡料理丧事后，顺访白马湖（春晖中学的所在地），经夏丏尊结识了朱自清、丰子恺、朱光潜、匡互生、刘熏宇等新朋友。1924年冬，黄源上课时戴乌毡帽，引发春晖中学学潮，部分教师不满校方，于1925年春离开白马湖赴上海江湾创办立达学园、立达学会，胡愈之也是立达学会会员。1925年，胡愈之参加五卅运动，编辑出版《公理日报》，撰写《五卅运动记实》。1926年，章锡琛因为倡导妇女思想解放而遭商务印书馆辞退，经胡愈之建议，与吴觉农、郑振铎、叶圣陶等人共同协助创办开明书店，这是中国首家完全由知识分子兴办的书店。
1927年，蒋介石发动四一二政变。胡愈之目睹四一二政变中上海宝山路屠杀的惨状后，出于义愤写下一封由郑振铎、吴觉农、章锡琛、周予同等人共同署名的致中国国民党元老的抗议信，在《商报》发表，随即遭到白色恐怖威胁。经朋友们劝告，他决定筹资到法国留学，以避开风头。1927年12月，他回家乡探望母亲。1928年春，开明书店的朋友章锡琛、叶圣陶、徐调孚、周予同、章克标、贺昌群等人来到白马湖，和从丰惠赶来的胡愈之在夏丏尊家聚会，为胡愈之饯行，并共商开明书店发展计划。当时决定开明书店创办《中学生》杂志，请夏丏尊任开明书店总编辑兼《中学生》杂志社社长。

### 社会活动家
1928年1月，胡愈之流亡法国，留学巴黎大学国际法学院。1931年春，经苏联回到中国，撰写《莫斯科印象记》。九一八事变发生后，在上海担任中国青年世界语者联盟书记，主编《东方杂志》（1932年任主编）、《世界知识》（1934年创办并主编），并且和邹韬奋等人一起主持《生活周刊》，进行抗日救亡宣传。九一八事变后，胡愈之提出“全民族团结抗日”的主张，遭到上海执行左倾路线的中国共产党党员不容，说他是“想到国民党外交部工作”、“喝了宋美龄的洗脚水”。1932年初夏，病重住院治疗的胡愈之回丰惠老家，找族兄胡仲宣（中医伤寒专家）诊治，经多月服药调养康复，返回上海。1933年，参加宋庆龄等人创办的中国民权保障同盟，担任中国民权保障同盟总会临时中央执委会执行委员。1933年9月，秘密加入中国共产党。在中国共产党领导下，先后筹划创办《文学》、《译文》、《太白》、《妇女生活》等刊物。1935年后，在上海文化界推动抗日救亡活动，是全国各界救国联合会发起人之一。1936年11月，救国会“七君子”被国民政府逮捕后，胡愈之、宋庆龄、何香凝等人发起“救国入狱运动”。

### 从抗战到内战
1937年抗日战争爆发后，胡愈之在上海提议成立国际宣传委员会，出版《团结》、《集纳》、《上海人报》、《译报》等刊物，宣传抗日，他还组织翻译出版《西行漫记》、编辑出版《鲁迅全集》。1938年抵达武汉，任国民政府军事委员会政治部第三厅第五处处长，主管抗日宣传。日军占领武汉后，转移到广西桂林，参与创办国际新闻社、文化供应社、广西地方建设干部学校。1940年秋，被派往新加坡，任陈嘉庚创办的《南洋商报》主编。1941年12月太平洋战争爆发后，胡愈之和王任叔、郁达夫等人组织“星华文化界战时工作团”，胡愈之任副团长。1942年新加坡被日本佔領，胡愈之夫婦與郁達夫、王任叔等流亡印度尼西亞蘇門答臘，從事秘密抗日活動，研究印度尼西亚语言。
1945年抗日战争胜利後，與邵宗漢、王任叔等在棉蘭創辦《民主日報》，同年回到新加坡。胡愈之与陈嘉庚创办“新南洋出版社”、《南侨日报》、《風下》等报刊，胡愈之任新南洋出版社社长。1946年受中国共产党委派，加入中国民主同盟。还在新加坡领导成立中国民主同盟马来亚支部，任主任委员。1948年8月，胡愈之经香港进入华北解放区。1949年6月，任《光明日报》总编辑。1949年9月出席中国人民政治协商会议第一届全体会议。

### 共和国时期
中华人民共和国成立后，胡愈之历任中央人民政府出版总署署长，中华人民共和国文化部副部长，中国文字改革委员会副主任，中国人民外交学会副会长，中华全国世界语协会理事长。1953年5月，任中国民主同盟中央秘书长。胡愈之是第一、二、三、四、五届全国人民代表大会常务委员会委员，全国政协第二、三、四届委员。1979年7月到1983年6月，任第五届全国政协副主席。1983年6月到1986年1月，任第六届全国人大常委会副委员长。他是中国民主同盟第二届中央常务委员，1958年11月至1986年1月任第三、四、五届中央副主席（其中1985年到1986年代理主席）。
1957年反右期间，民盟在反右中严重“扩大化”。1979年，在民盟第四次全国代表大会上，胡愈之代表民盟中央做工作报告时，以个人名义承担了民盟中央所犯“左”的错误的责任，并诚恳向因此受牵连和不公正待遇的民盟同志道歉。文化大革命期间，1972年夏，胡愈之、周世钊、杨东莼决定上书毛泽东，由周世钊执笔，信中提到八个方面问题：将林彪集团中罪行特别严重的头目处以死刑；落实干部政策；解放知识分子；总结解放军支左的经验教训；青年教育问题，知识青年“上山下乡”的严重后果；恢复尖端科学研究，除恢复理工科大学，还要恢复文科大学；开放书禁，改变“青年工人、农民和学生除政治理论外没有多的书可读”的状况；受理群众申诉，健全法制。毛泽东派人同他们谈了两个半天，胡愈之在谈话中主张发扬民主、广开言路。后来，胡愈之倡议搞个“群言堂”刊物，让各种不同意见可以发表。经多方努力，1985年4月7日，民盟中央的《群言》杂志创刊。1982年，他在对《工人日报》记者的谈话中，系统阐述了自己对知识分子的看法，认为“重视知识分子就是重视知识。”文革结束后，他恢复了写作，自1977年写下《永远怀念周总理》，到1986年1月写下《坚持改革，认真学习》，九年间共写文章44篇，其中许多是怀念逝者如周恩来、范长江、郭沫若、潘汉年、金仲华、邹韬奋、宋庆龄、茅盾、陶行知、冯雪峰、戈公振、郁达夫等十余人。
1986年1月16日，胡愈之在北京逝世。

## 著作
- 《胡愈之回忆录》
- 陀羅雪維支著，胡愈之译，《東方寓言集》，開明書店，1927年

## 家庭
- 父：胡庆堦
- 二弟：胡仲持。子胡序介，长女胡德华（序昭）、次女胡令升（序高）。胡令升长女曹佐雅、次女胡舒立。
- 三弟：胡伯恳。子胡大成。
- 四弟：胡学惠。子胡序威，胡序威之妻黄亦春的母亲夏觉夫是夏丏尊在平屋养大的亲侄女。
- 五弟：胡学恕（胡霍）。长子胡序胜，次子胡序建。[4]
- 第一任妻子：罗雅琴。
- 第二任妻子：沈兹九，妇女活动家，1941年與胡愈之結婚。